# خزانه‌دار

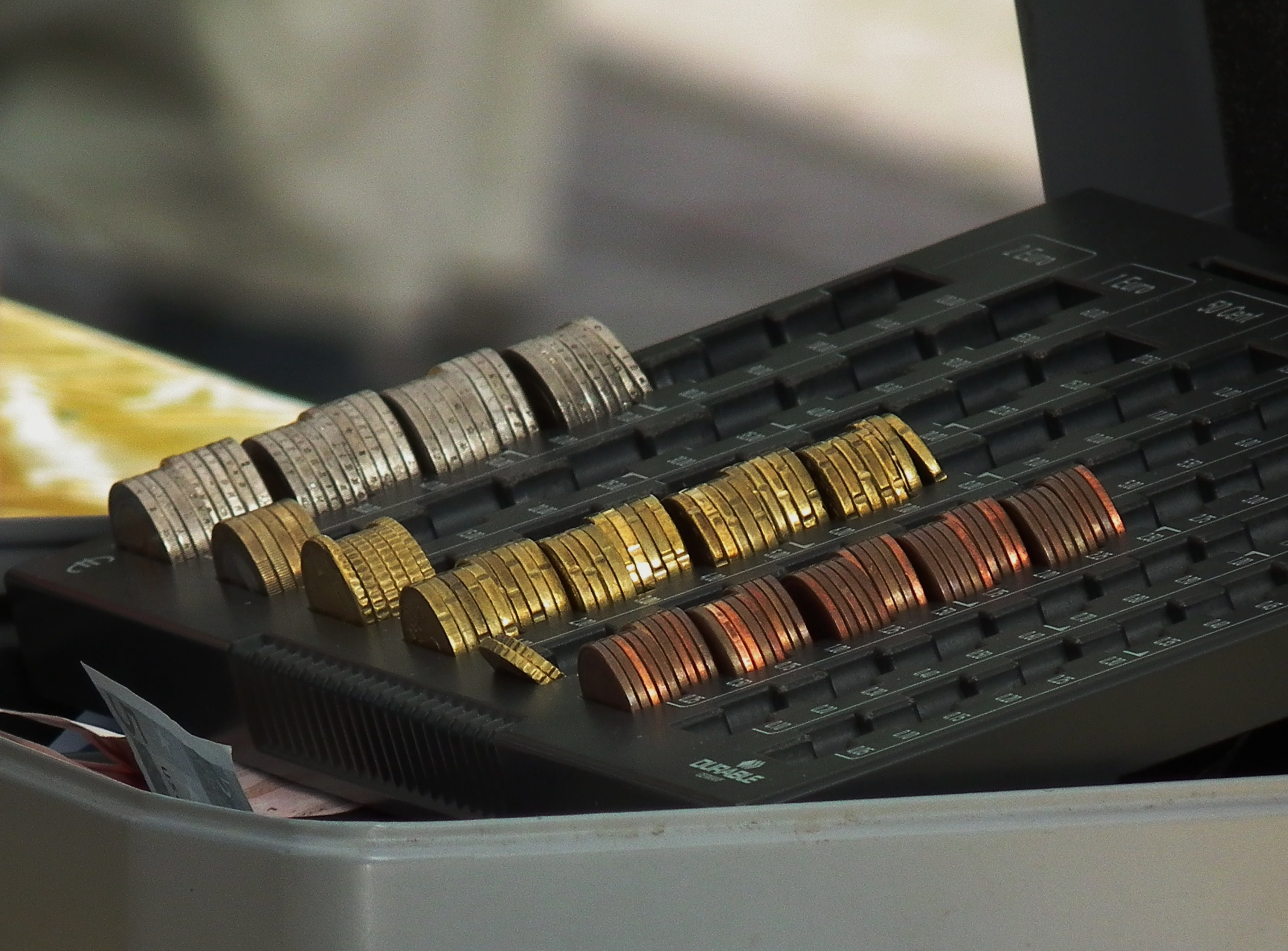
خزانه‌دار

خزانه دار یا رئیس خزانه (انگلیسی: Treasurer)، مسئول امور مالی انجمن، صنف یا موسسات می‌باشد که مدیریت «موقوفه مالی» یا «ذخیره ارزی» سازمان از وظایف و اختیارات خزانه‌دار است. 
برداشت از حساب‌های مؤسسات غالباً به امضاء مشترک رئیس انجمن یا مؤسسه (یا مقامات مجاز از طرف وی) و خزانه‌دار (یا مقام مجاز از طرف وی) می‌باشد. گزارش‌های حسابرسی مؤسسات غالباً در چند نسخه به رئیس مؤسسه، معاونت اداری مالی، خزانه‌دار و به دبیرخانه هیئت‌امنا ارائه می‌شود.

## تنخواه
تنخواه‌گردان پرداخت، عبارت است از وجهی که از طرف خزانه‌دار با تأیید رئیس مؤسسه یا مقامات مجاز از طرف ایشان برای انجام هزینه‌ها و خریدها در اختیار کارپردازها قرار می‌گیرد.